# Ida James

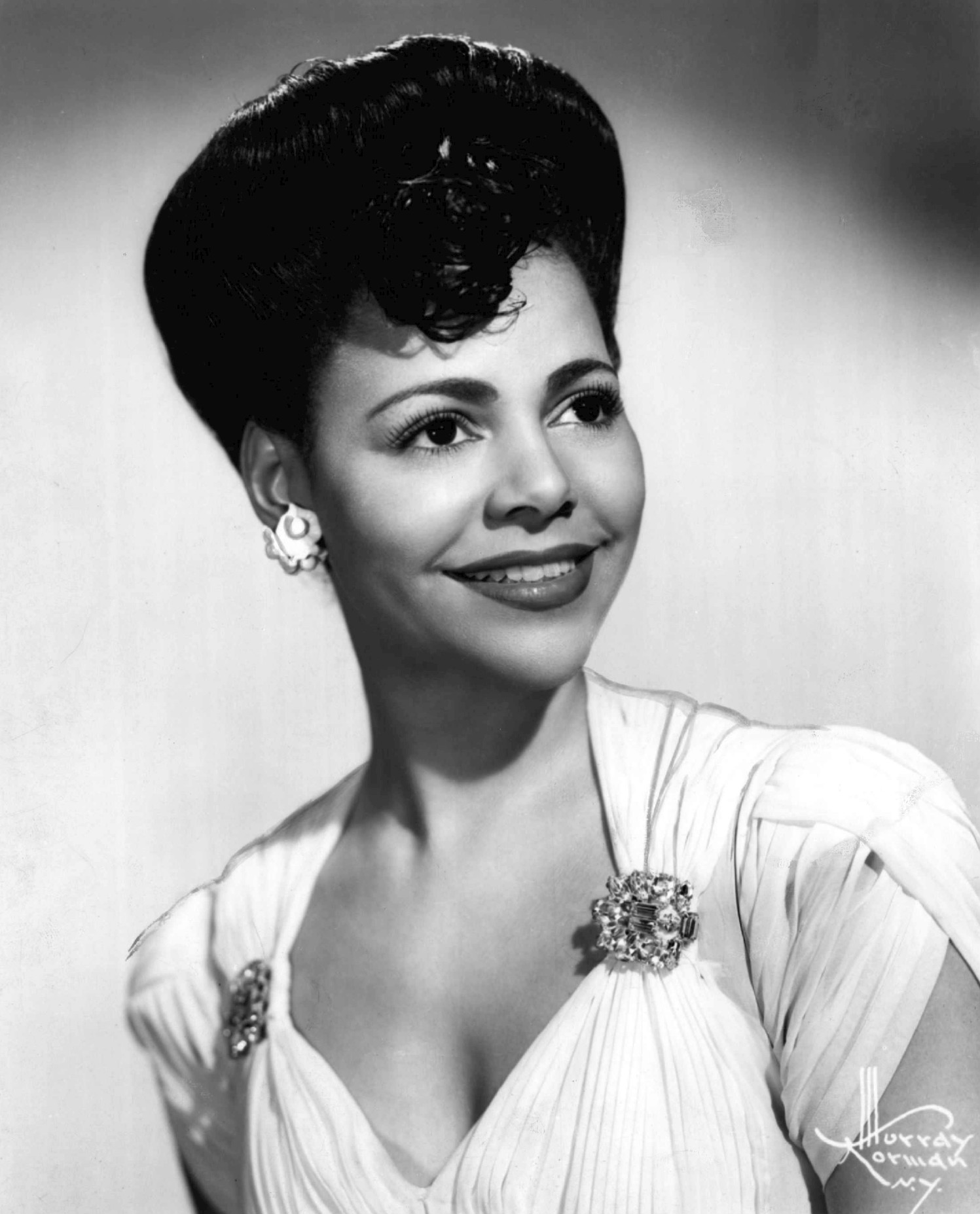
Ida James im Jahr 1945

Ida Mae James (* 1. Juni 1920 in Southbridge, Massachusetts; † September 1986 in Philadelphia) war eine US-amerikanische Sängerin und Schauspielerin.

## Leben und Wirken
Ida James besuchte eine High School in Philadelphia und begann im Alter von 11 Jahren mit dem Singen. 1932 trat sie bei dem Radiosender WPEN in Philadelphia an der Coloured Kiddies Hour, einer Musiksendung für Kinder, auf. 1935 sang sie in einer Show in den örtlichen Starlight Gardens. Nachdem sie 1936 in New York einen Wettbewerb im Apollo Theater gewonnen hatte, schloss sie sich dem Jazz-Pianisten und Bandleader Earl Hines an, mit dem sie 1937 und 1938 auch aufnahm. Kurzzeitig war sie 1938 bei John Kirby, um dann Bandsängerin im Orchester von Erskine Hawkins zu werden, mit dessen Orchester sie Titel wie „Knock Me a Kiss“, „Jumpin' in a Julep“ und „What Do You Know about Love?“ für Bluebird Records aufnahm.
Mitte der 1940er Jahre erlangte Ida James einige Bekanntheit als Sängerin und Schauspielerin; ihre Erkennungsmelodie war der Song Shoo Shoo Baby, was zu ihren Spitznamen The Shoo Shoo Baby und The Shoo Shoo Girl führte. Weitere Aufnahmen entstanden mit dem Count Basie Orchestra („After You’ve Gone“) und Louis Jordan. Sie sang auch gemeinsam mit Nat King Cole (Is You Is, Or Is You Ain't My Baby). 1944 erschien der mit dem Cole-Trio aufgenommene Song Close to You. In dieser Zeit entstanden in Begleitung des Nat-Cole-Trios auch Coverversionen der Jazzstandards „On the Sunny Side of the Street“, „Stormy Weather“ und „Honeysuckle Rose“. 1945 wurde Ida James von einem Musikmagazin zu den zwanzig populärsten Vokalisten in den USA gewählt. Für Columbia nahm sie 1951 The Chair Song/Shake Your Can (#39248) mit dem Dick Vance Orchester auf, Unter eigenem Namen spielte Ida James, begleitet  vom Ellis Larkins Trio, die Titel „You Must Be Blind“ und „I Won't Say I Will but I Won't“ für Decca Records ein, 1947 weitere Titel wie „Try a Little Tenderness“ und „Yesterdays“ für Manor. 1950 nahm James mit Freddie Washington den Song „A Rough and Ready Man“ auf; 1951 noch zwei Titel für Columbia mit einem Studioorchester unter Leitung von Dick Vance. Im Bereich des Jazz war sie zwischen 1937 und 1951 an 33 Aufnahmesessions beteiligt.
Als Schauspielerin hatte sie ihre erste Rolle 1939 in dem Horrorfilm The Devil's Daughter. In Trocadero (1944) trat sie als Sängerin auf, begleitet von Orchester Bob Chester. Sie spielte dann an der Seite von Cab Calloway in dem Racefilm Hi-De-Ho (1947) sowie in mehreren Musikkurzfilmen wie His Rockin' Horse Ran Away. In den folgenden Jahren geriet sie in Vergessenheit; sie arbeitete Ende der 1950er Jahre in einer Bar in Harlem.

## Diskographische Hinweise
- Big Band Jazz: The Jubilee Sessions (1943-1946)
- 50 Sublimes Chanteuses de Jazz (1940-1953)

## Filmografie
- 1939: The Devil's Daughter (Regie: Arthur H. Leonard)
- 1944: Trocadero (Regie: William Nigh)
- 1944: Is You Is, or Is You Ain't My Baby? (Kurzfilm)
- 1945: His Rockin' Horse Ran Away (Soundie, Regie: William Forest Crouch)
- 1947: Hi-De-Ho (Regie: Josh Binney)
- 1949: Adventures in Jazz